# Neall-Massiv
Das Neall-Massiv ist ein Massiv zwischen der Salamander Range und der West Quartzite Range im ostantarktischen Viktorialand.
Das New Zealand Antarctic Place-Names Committee benannte es nach dem neuseeländischen Geologen Vince E. Neall, Leiter einer von 1967 bis 1968 durchgeführten Kampagne im Rahmen der New Zealand Geological Survey Antarctic Expedition.